# اسن (اولدنبورگ)
اسن (اولدنبورگ) (به آلمانی: Essen Oldenburg) یک شهر در آلمان است که در کلوپنبورگ واقع شده‌است. اسن ۸٬۱۲۵ نفر جمعیت دارد.

## خواهرخوانده
شهر اسان (بلژیک) خواهرخواندهٔ اسن اولدنبورگ هست.